# Satirikon (revistă)
Satirikon (în rusă Сатирикон) a fost o revistă satirică săptămânală rusă. A apărut în subsolul vechii reviste umoristice ruse Strekoza (1875-1918), care își pierduse popularitatea și a înlocuit-o în curând. A fost publicată la Sankt Petersburg din 1908 până în 1914. Numele său provenea de la scrierea satirică romană a lui Petronius.
În  perioada 1913—1918 a apărut revista Novîi Satirikon, în care au publicat o parte din actorii ediției vechi. Revista a fost închisă după Revoluție, iar majoritatea autorilor au plecat în exil.
Revista a combinat satira politică (orientată, de exemplu, împotriva politicii externe a Germaniei, înainte și în timpul Primului Război Mondial, împotriva cernosotenților, iar după octombrie 1917 împotriva bolșevicilor) și umorul inofensiv.
Oameni de cultură ruși ai Secolului de Argint, care au participat la redactarea revistei, sunt numiți astăzi „satirikonovțami”.

## Colaboratori

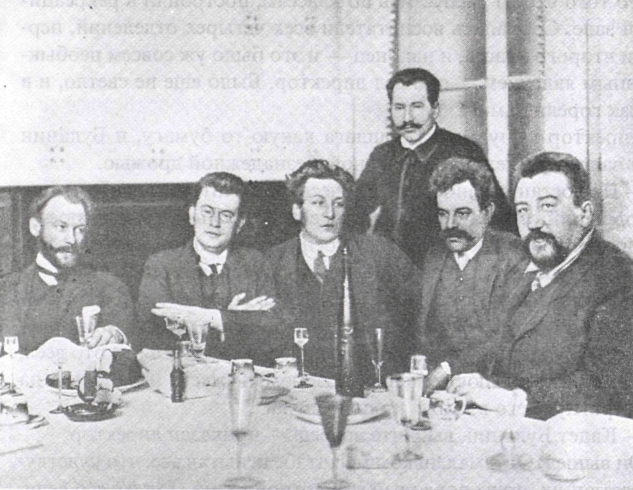
În redacția revistei Satirikon. De la stânga la dreapta: P. D. Manîci, A. T. Аvercenko, A. A. Radakov, A. I. Kotîlev, A. I. Kuprin. În picioare A. P. Kamenski. 1909

### Redactori
- A. A. Radakov (Satirikon: nr. 1[4]-8)
- Arkadi Avercenko (Satirikon: de la nr 9, Novîi Satirikon)

### Scriitori
- Sașa Ciornîi
- Тeffi
- A. S. Buhov
- О. Dîmov
- Ia. Gordin
- V. L. Azov
- О. L. D’Оr
- А. Iablonovski
- S. Gorodețki
- I. Vîșlevski
- Skitaleț
- Vladimir Мaiakovski (27 scrieri)
- V. V. Kniazev
- V. P. Lacinov
- L. Vasilevski
- I. Vasilevski
- V. Ia. Abramovici
- N. Ia. Agnivțev
- V. V. Аdikaevski
- I. Ia. Gurevici
- D’Аktil
- Don-Аminado
- А. А. Kondratev
- P. P. Potiomkin
- М. Ia. Pustînin
- А. D. Skaldin
- А. М. Flit

### Graficieni
- A. A. Radakov
- N. V. Remizov-Vasiliev (Re-Mi)
- A. A. Iungher (Baian)
- A. V. Remizova (Miss)
- A. Radimov
- I. Bilibin
- L. Bakst
- B. Kustodiev
- D. I. Mitrohin
- Vladimir Vasilievici Lebedev
- V. P. Belkin
- B. D. Grigoriev
- S. Iu. Sudeikin
- A. E. Iakovlev

## Istoria universală în versiunea Satirikon
Această lucrare este una dintre primele și până în ziua de azi principala lucrare de umor negru rusesc. Prima informație despre apariția unei ediții umoristice a „Istoriei Universale” a fost publicată în nr. 46 al revistei Satirikon din anul 1909: „Toți abonații anuali vor primi gratuit o carte ilustrată în ediție de lux”. Lucrarea era formată din patru secțiuni:
1. Istoria antică (autor — Тeffi, ilustrații — Re-Mi)
2. Istoria Evului Mediu (autor — Osip Dîmov, ilustrații — A. Radakov)
3. Istoria contemporană (autor — Arkadi Avercenko, ilustrații — A. Radakov, Re-Mi)
4. Istoria Rusiei (autor O.L. D'Or, ilustrații — Re-Mi)

## Renașterea revistei în 1931
În 1931, Mihail Kornfeld și Lolo (Leonid Мunștein) au publicat timp de câteva luni o ediție pariziană a revistei Satirikon.